# データマート
データマート (Data Mart) は、データウェアハウスの中から特定の目的に合わせた部分を取り出したもの。通常は利用部門が利用目的に合ったデータのみを所持するものである。

## 利点
利用部門ごとに使用するデータや分析内容が異なることが多いため、その利用部門が必要とするデータのみをデータウェアハウスから抽出したり、その利用部門が必要とする分析データをあらかじめ集計することにより、分析レスポンスを向上できる。これは、データ容量が小さくなることやリクエストのたびに集計値を計算することがなくなるためにレスポンスが向上できることと、通常は利用部門ごとにサーバを設置するためにサーバ単位の同時ユーザ数が減るためでもある。

## データマートとデータウェアハウス
データマートとデータウェアハウスは、必ず両方を導入する必要はなく、小規模の分析システムではデータマートのみというシステム構成も可能であるし、逆に同時使用ユーザ数が少なかったり、強力なデータウェアハウスのサーバを導入するケースではデータマートを作成しないこともある。ただ、一般的な傾向として複数（多数）の基幹システムからデータを抽出・ロードするケースでは、データマートだけでは能力不足なのでデータウェアハウス（セントラルウェアハウス）を導入することが多い。
分析ユーザ側からの要件として、多数の同時アクセスユーザ数がある場合は、サーバを並列にできることとデータベースを小型化できるので、データマートを導入することが多い。

## 弱点
- バッチ処理が処理途中でアベンドしてしまった場合など、並列処理でデータマートを構築しているケースが多いので、リカバリに苦労する。
- データマートに追加データ項目が発生する場合、ETLを修正する必要がある。もちろん、そのデータマートを分析するBIツールの変更も必要。

## 製品
データマートは、RDBと同じなので、通常のリレーショナルデータベースが使用される。
- Oracle Oracle10g
- Microsoft SQLserver2005
- SAP HANA
- SAP Sybase ASE